# Zusman Segalovitch
Zusman Segalovitch (en yiddish : זוסמאן סעגאלאוויטש ; en russe : Зусман Сегалович ; en polonais : Zusman Segałowicz), né le 26 février 1884 à Białystok et mort le 19 février 1949 à New York, est un écrivain et poète yiddish du XXe siècle.

## Biographie
Son père était un piètre marchand et sa famille connut de nombreuses privations. Dans sa jeunesse, il étudie dans un heder (équivalent juif des écoles primaires) et suit des cours chez des professeurs particuliers. Entre 1903 et 1905, il devient membre d'un cercle bundiste illégal, ce qui le conduit en prison. Après le pogrom de Białystok en 1906, sa famille déménage pour la ville de Łódź.
En 1903, Segalovitch publie son premier poème russe dans un journal local. En juillet 1904, il publie Der Fraynd, sa première pièce de théâtre en yiddish, aux presses de Saint-Pétersbourg. En 1909, sa collection de poèmes Shtile Troymen (« Rêves paisibles ») paraît à Varsovie et en 1912, son long poème intitulé In Kazimierz est reproduit en de nombreux exemplaires. Ce poème relatant l'histoire d'amour ratée d'une jeune fille juive est une allusion manifeste à l'histoire d'amour entre le roi Casimir et la juive Ester.

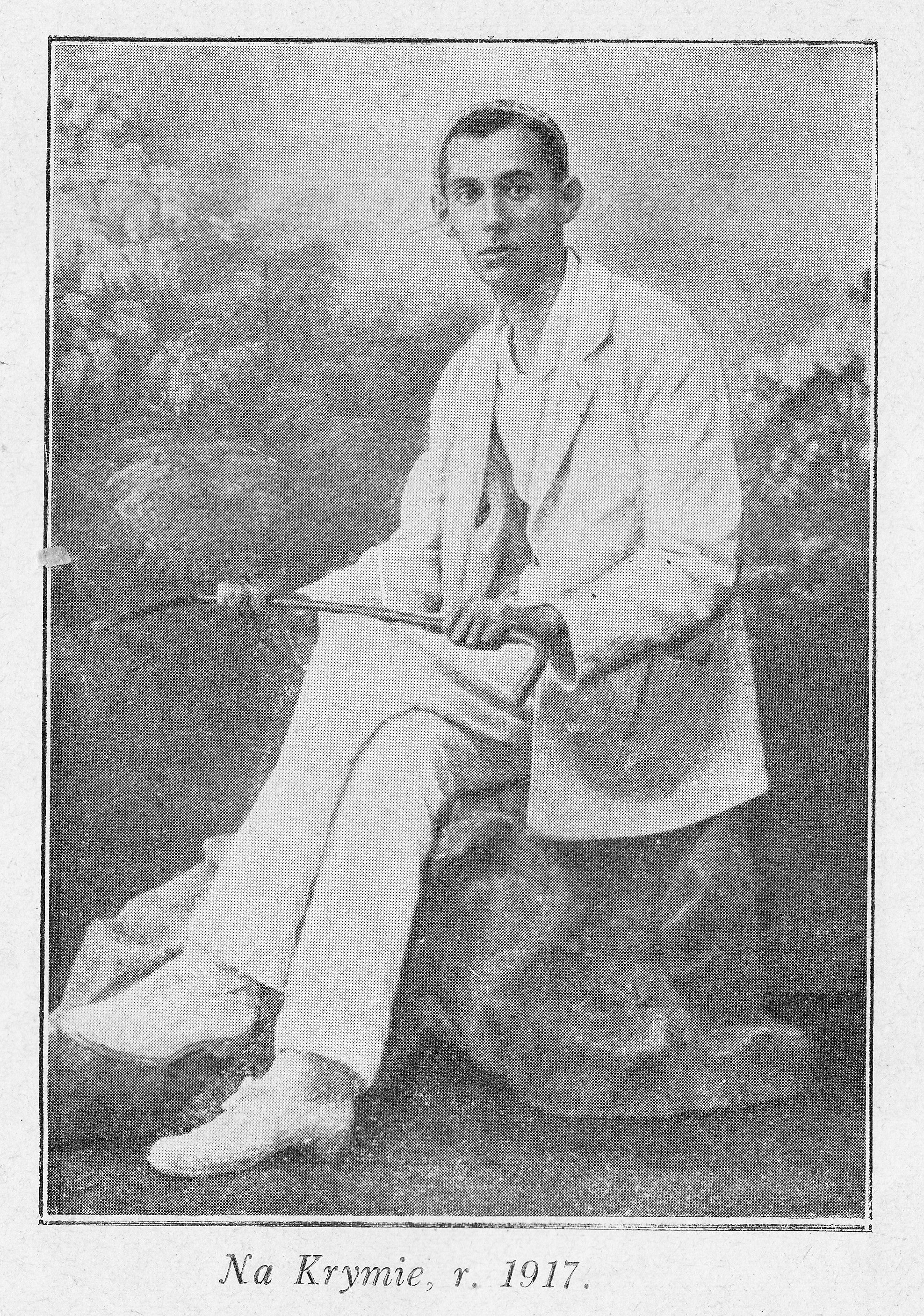
Zusman Segalovitch en 1917.

Entre 1914 et 1915, Segalovitch vit à Odessa puis parcourt la Crimée et le Caucase. Engagé dans l'armée russe en 1916, il y sert durant un an. Par la suite, il s'installe d'abord à Kiev puis à Moscou où il produit de courts essais dont A Legende vebt zikh (« Une Légende prend forme ») en 1915 ainsi qu’un long poème dramatique, Di Vant (« Le Mur »), en 1918 (une première version censurée en avait été publiée en 1915). 
Déçu par la révolution, il retourne à Varsovie en 1919. Il devient membre du comité de rédaction du quotidien Haynt publié à Varsovie et publie également d'autres textes en Pologne et à l'étranger. En 1929, il passe au journal concurrent Der moment, dans lequel il écrit des nouvelles en tant que journaliste essayiste. Cette même année, il est juré de Miss Judaea.

## Œuvre
Les traits particuliers des premiers poèmes de Segalovitch sont : la solitude, la tranquillité, le caractère destructeur du pouvoir militaire, la mort et la destruction, tous ces thèmes étant clairement influencés par la première guerre mondiale et la révolution bolchévique.